# Стойчев, Илия
Или́я Бо́тев Сто́йчев (болг. Илия Ботев Стойчев; 26 мая 1902, Угырчин, Ловечская область — 13 марта 1945, Ленинград) — советский и болгарский военнослужащий. Участвовал в битве за Москву в составе 2-го батальона Отдельной мотострелковой бригады особого назначения НКВД СССР.

## Биография
Илия Стойчев 26 мая 1902 года в Угырчине (ныне находится в Ловечской области).
С 1923 года являлся членом Болгарской коммунистической партии (БКП). Участвовал в июньских событиях в Плевене в 1923 году. Занимая должность сотрудника окружного комитета БКП Плевена, принимал участие в подготовке Сентябрьского антифашистского восстания 1923 года. После поражения восстания был вынужден заняться нелегальной деятельностью.
В 1925 году эмигрировал в СССР. 1 сентября 1925 года поступил на службу в вооружённые силы СССР, в то время учился в Первом Ленинградском артиллерийском училище (ныне Санкт-Петербургское высшее артиллерийское командное училище). Был кадровым советским офицером.
Спустя время окончил объединённую военную школу всесоюзного Центрального исполнительного комитета. С сентября 1929 года служил в Красной армии в Москве и других городах. Окончил геофизический факультет Военно-инженерной академии имени Куйбышева (ныне Военный институт (инженерных войск) Общевойсковой академии ВС РФ).
Во время Великой Отечественной войны служил в московском гарнизоне. Принимал участие в боях Красной армии на различных фронтах. Долгое время находился в Военно-топографическом управлении при генеральном штабе ВС СССР, в сентябре 1942 года — в штабе Калининского фронта. С 6 октября 1942 года являлся начальником топографического отделения оперативного отдела в штабе 22-й армии. В начале 1943 года исполнял военное задание, участвовал в обороне Ленинграда.
Погиб 13 марта 1943 года в боях за Ленинград.